# Birsel Lemke
Birsel Lemke (* 4. Juli 1950 in Istanbul als  Birsel Altin) ist eine türkische Politologin und Bürgerrechtlerin.

## Leben
Von 1975 bis 1985 lebte sie in Deutschland. Von 1987 bis 1990 war sie Mitglied der Grünen in der Türkei, 1990 gründete sie die Bürgerinitiative HAYIR („nein“) gegen Goldminenprojekte an der türkischen Ägäisküste. Unter dem Motto „Oliven sind unser Gold“ protestierte die Bürgerinitiative HAYIR gegen die Zerstörung der jahrtausendealten Kulturlandschaft.
Für ihren „lang anhaltenden Kampf zum Schutz ihres Landes vor der Zerstörung durch den Abbau von Gold mit Blausäure-Einsatz“ wurde Birsel Lemke 2000 mit dem Right Livelihood Award (Alternativer Nobelpreis) ausgezeichnet.
Birsel Lemke ist verheiratet mit Jochen Lemke, mit dem sie das Club Orient Hotel Resort in türkischen Burhaniye betreibt. Die Schauspielerin Ayşe Romey ist ihre Tochter.

## Esra-Kontroverse
Die Verbreitung des Schlüsselromans Esra (2003) von Maxim Biller, der biografische Details über Birsel Lemke und ihre Tochter Ayşe Romey enthält, wurde gerichtlich untersagt, da Romey ihren Unterlassungsanspruch durchsetzen konnte. Am 13. Februar 2008 verurteilte das Landgericht München I den Autor und den Verlag Kiepenheuer & Witsch, bei dem das Buch erschienen war, zur Zahlung von 50.000 Euro Entschädigung an seine frühere Freundin Ayşe Romey. Diese Entscheidung wurde im November 2009 durch den BGH aufgehoben. Demzufolge bleibt das Buch zwar verboten, aber der Autor und der Verlag müssen kein Schmerzensgeld zahlen.